# نینو بورجانادزه
نینو بورجانادزه (به گرجی: ნინო ბურჯანაძე) (زادهٔ ۱۶ ژوئیه ۱۹۶۴) از سیاست‌مداران گرجستان و کفیل ریاست جمهوری گرجستان در طی دو دوره بوده است.